# Ferula afghanica
Ferula afghanica är en flockblommig växtart som beskrevs av Alexander Gilli. Ferula afghanica ingår i släktet stinkflokesläktet, och familjen flockblommiga växter. Inga underarter finns listade i Catalogue of Life.